# Psychilis truncata
Psychilis truncata là một loài thực vật có hoa trong họ Lan. Loài này được (Cogn.) Sauleda miêu tả khoa học đầu tiên năm 1988.